# 安德魯·沃爾斯泰德
安德魯·約翰·沃爾斯泰德（英語：Andrew John Volstead，1860年10月31日—1947年1月20日）是一名在1903年至1923年間來自明尼蘇達州的美國眾議院議員，也是共和黨的成員。他的名字與1919年的全國禁酒法有密切相關，該法通常稱為沃爾斯泰德法。該法是1920年開始在美國實施禁酒令的授權法案。

## 早年
沃爾斯泰德出生於美國明尼蘇達州古德休縣的凱尼恩，父母是挪威裔美國人，父親是Jon Einertson Vraalstad（John Vrolstad），他是挪威宋雅王后的遠親，而母親是Dorothea Mathea Lillo。沃爾斯泰德在聖尤拉夫學院接受教育，成為一名律師，並在1900年至1902年擔任明尼蘇達州格尼拉特福爾斯的市長。根據1947年《Minneapolis Star》上的訃聞，他首先在威斯康辛州的格蘭茨堡從事法律工作，然後於1886年搬到格尼拉特福爾斯。

## 國會生涯
在國會期間，他於1919年至1923年擔任衆議院司法委員會的主席。雖然他經常被認為是沃爾斯泰德法的發起人，但他與反酒館聯盟的韦恩·惠勒合作，惠勒構思並主要起草了該法案。然而，沃爾斯泰德倡議該法案，並支持、宣傳和促進法案的通過。他還幫助撰寫了卡珀–沃爾斯泰德法，這法案使農民能夠組建本地的合作社，而不必擔心受到休曼反壟斷法案起訴。該法至今仍然生效。
沃爾斯泰德是第58、59、60、61、62、63、64、65、66和67屆國會的成員。1922年，他試圖當選為第11屆議員，但遭到失敗。此後不久，他被聘為全國禁酒執法局局長的法律顧問。1933年禁酒令被廢除後，沃爾斯泰德回到了明尼蘇達州的格尼拉特福爾斯，在那裡他重新開始私人法律執業。他於1947年去世。沃爾斯泰德的故居位於明尼蘇達州格尼拉特福爾斯的第九大道163號（163 Ninth Avenue），是一個美國國家歷史名勝。他被安葬在格尼拉特福爾斯公墓。

## 外部連結
- 互联网档案馆中安德魯·沃爾斯泰德的作品或与之相关的作品
- "Norwegian American Hall of Fame"（页面存档备份，存于）
- "National Agriculture Hall of Fame"
- "Cooperative Hall of Fame"
- "Minnesota Historic Society"
- "National Historic Landmarks"